# Малашевецкий сельский совет (Зборовский район)
Малашевецкий сельский совет (укр. Малашовецька сільська рада) — входит в состав
Зборовского района
Тернопольской области
Украины.
Административный центр сельского совета находится в 
с. Малашевцы.

## История
- 1939 — дата образования.

## Населённые пункты совета
- с. Малашевцы
- с. Иванковцы